# Lărgeanca, Ismail
Lărgeanca (în ucraineană Ларжанка, transliterat Larjanka) este un sat în comuna Sofian-Trubaiovca din raionul Ismail, regiunea Odesa, Ucraina. Are 2,386 locuitori, preponderent ruși-lipoveni.
Satul este situat la o altitudine de 26 metri, în partea de vest a raionului Ismail, pe malul nord-vestic al lacului Cugurlui și pe cel sud-vestic al lacului Ialpug.

## Istoric
Satul Lărgeanca se află pe teritoriul regiunii istorice Bugeac (Basarabia de sud) a Principatului Moldovei. Aici locuiau în secolul al XVIII-lea țărani moldoveni.
Prin Tratatul de pace de la București, semnat pe 16/28 mai 1812, între Imperiul Rus și Imperiul Otoman, la încheierea războiului ruso-turc din 1806 – 1812, Rusia a ocupat teritoriul de est al Moldovei dintre Prut și Nistru, pe care l-a alăturat Ținutului Hotin și Basarabiei/Bugeacului luate de la turci, denumind ansamblul Basarabia (în 1813) și transformându-l într-o gubernie împărțită în zece ținuturi (Hotin, Soroca, Bălți, Orhei, Lăpușna, Tighina, Cahul, Bolgrad, Chilia și Cetatea Albă, capitala guberniei fiind stabilită la Chișinău). 
Pentru a-și consolida stăpânirea asupra Basarabiei, autoritățile țariste au sprijinit începând de la începutul războiului stabilirea în sudul Basarabiei a familiilor de imigranți bulgari și găgăuzi din sudul Dunării, precum și a rascolnicilor, aceștia primind terenuri de la ocupanții ruși ai Basarabiei. După ocuparea Basarabiei de către ruși, s-au stabilit aici coloniști ruși-lipoveni, fugiți de persecuțiile la care erau supuși pe teritoriul vechii Rusii. 
În urma Tratatului de la Paris din 1856, care încheia Războiul Crimeii (1853-1856), Rusia a retrocedat Moldovei o fâșie de pământ din sud-vestul Basarabiei (cunoscută sub denumirea de Cahul, Bolgrad și Ismail). În urma acestei pierderi teritoriale, Rusia nu a mai avut acces la gurile Dunării. În urma Unirii Moldovei cu Țara Românească din 1859, acest teritoriu a intrat în componența noului stat România (numit până în 1866 "Principatele Unite ale Valahiei și Moldovei"). În urma Tratatului de pace de la Berlin din 1878, România a fost constrânsă să cedeze Rusiei sudul Basarabiei. 
După Unirea Basarabiei cu România la 27 martie 1918, satul Lărgeanca a făcut parte din componența României, în Plasa Fântâna Zânelor a județului Ismail. Pe atunci, majoritatea populației era formată din ruși-lipoveni, existând și o comunitate importantă de români. La recensământul din 1930, s-a constatat că din cei 2.127 locuitori din sat, 1.188 erau ruși (55.85%), 927 români (43.58%), 9 bulgari și 3 de etnie nedeclarată. 
În anul 1918, autoritățile României Mari au adunat leproșii din colonia Tichilești și i-au trimis în satul Lărgeanca din sudul Basarabiei. Boierul din sat le-a dat o bucată de pământ pe câmp, unde leproșii și-au săpat niște bordeie în pământ, trăind în condiții mizere. În 1926, ziaristul Brunea Fox a trăit trei săptămâni cu leproșii din Lărgeanca, scriind reportajul "Cinci zile printre leproși". În urma publicării acestui reportaj, au fost construite trei pavilioane în locul mănăstirii din Tichilești, care au fost date în folosință la 1 noiembrie 1928 .
Ca urmare a Pactului Ribbentrop-Molotov (1939), Basarabia, Bucovina de Nord și Ținutul Herța au fost anexate de către URSS la 28 iunie 1940. După ce Basarabia a fost ocupată de sovietici, Stalin a dezmembrat-o în trei părți. Astfel, la 2 august 1940, a fost înființată RSS Moldovenească, iar părțile de sud (județele românești Cetatea Albă și Ismail) și de nord (județul Hotin) ale Basarabiei, precum și nordul Bucovinei și Ținutul Herța au fost alipite RSS Ucrainene. La 7 august 1940, a fost creată regiunea Ismail, formată din teritoriile aflate în sudul Basarabiei și care au fost alipite RSS Ucrainene . 
În perioada 1941-1944, toate teritoriile anexate anterior de URSS au reintrat în componența României. Apoi, cele trei teritorii au fost reocupate de către URSS în anul 1944 și integrate în componența RSS Ucrainene, conform organizării teritoriale făcute de Stalin după anexarea din 1940, când Basarabia a fost ruptă în trei părți. În anul 1954, Regiunea Ismail a fost desființată, iar localitățile componente au fost incluse în Regiunea Odesa.
Începând din anul 1991, satul Lărgeanca face parte din raionul Ismail al regiunii Odesa din cadrul Ucrainei independente. În prezent, satul are 2.386 locuitori, preponderent ruși-lipoveni.

## Demografie
Componența lingvistică a comunei Lărgeanca
     Rusă (49,87%)
     Ucraineană (44,64%)
     Română (4,52%)
     Alte limbi (0,54%)
Conform recensământului din 2001, nu exista o limbă vorbită de majoritatea populației, aceasta fiind compusă din vorbitori de rusă (49,87%), ucraineană (44,64%) și română (4,52%).
1930: 2.127 (recensământ) 
2001: 2.386 (recensământ)